# Eurychoria pia
Eurychoria pia là một loài bướm đêm trong họ Geometridae.